# Palus Epidemiarum

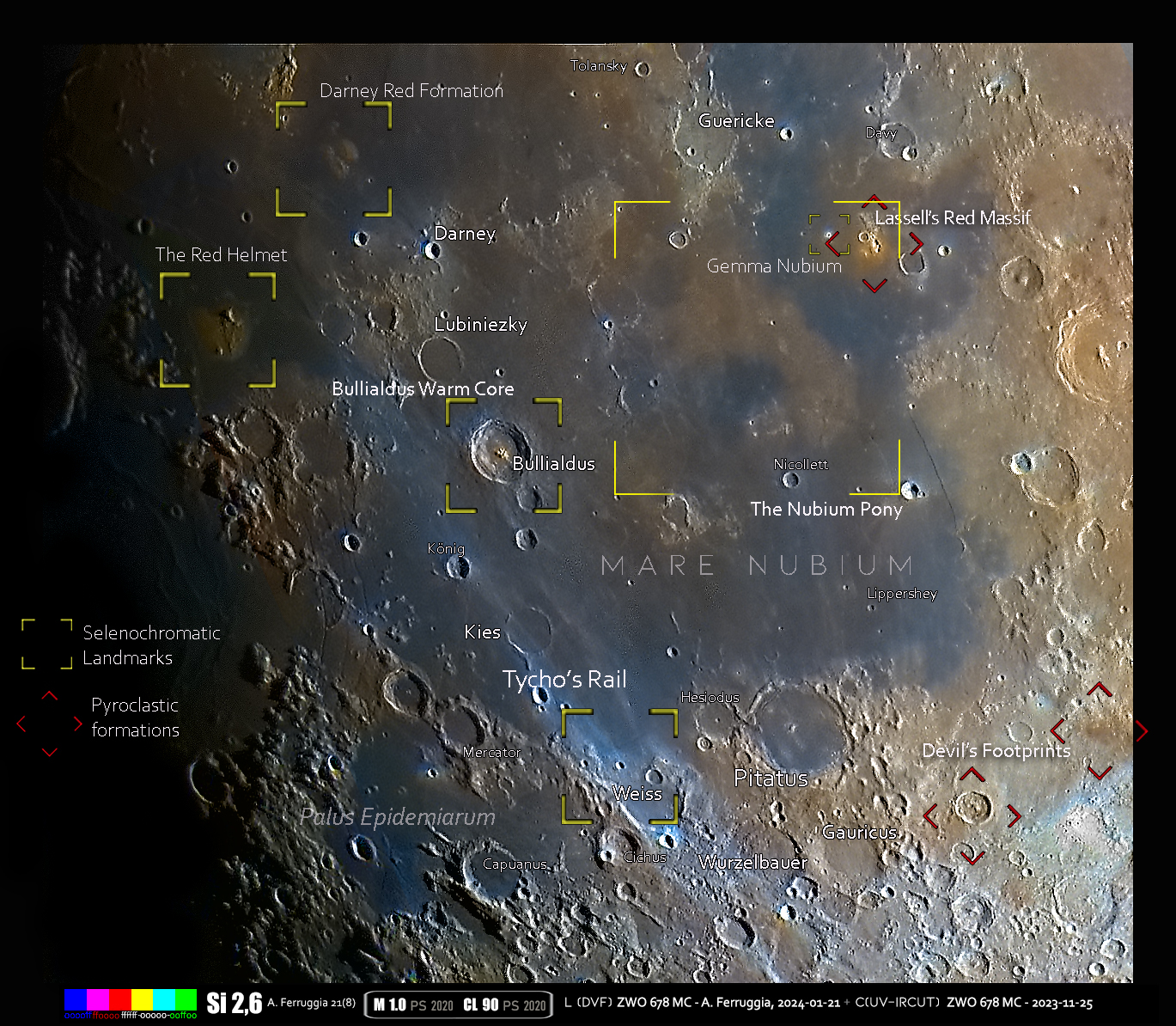
Immagine selenocromatica della formazione (in basso a sinistra)

La Palus Epidemiarum ("Palude delle Epidemie", in latino) è un piccolo mare lunare situato nella zona sud occidentale del satellite. Si trova a sudovest del Mare Nubium e a sudest del Mare Humorum. È costituito da una fascia accidentata e sommersa da lava che si allunga generalmente in direzione ovest-est, con una propaggine verso nord vicino al limite occidentale. Giace entro un diametro di 286 km; i dati altimetrici raccolti dalla sonda Clementine mostrano che esso digrada verso il basso procedendo da ovest ad est, con una differenza di altezza di 2 km da un capo all'altro.  
Questo mare è degno di nota per un sistema di rime lungo il margine occidentale chiamate Rimae Ramsden e per l'ampia Rima Hesiodus che si estende circa dal punto di mezzo verso est-nordest per oltre 300 km. Il cratere sommerso Capuanus occupa la zona centro meridionale della palude ed è unito al suo confine sud. Vicino al bordo occidentale vi è il cratere sommerso Ramsden, da cui prendono il nome le Rimae Ramsden. Il cratere Cichus costituisce il confine est del mare.
Nella zona nord la palude raggiunge i bordi esterni della coppia di crateri Campano-Mercatore. Una stretta valle tra questi due crateri unisce la Palus Epidemiarum al Mare Nubium mentre una fenditura dalla Rimae Ramsden ne segue il corso. Il piccolo cratere Marth, con il suo doppio bordo, giace a sud del punto centrale di questa propaggine nord della palude.